# مذابح التطهير الكورية
مذابح التطهير (بالهانغل: 사화 / بالهانجا: 士禍 / بالكورية: ساهوا وتعني: كارثة السونبي) هي مذابح سياسية حدثت في القرن الخامس والسادس عشر في مملكة جوسون والتي عانى فيها علماء سارم من عمليات إبادة على يد منافسيهم السياسيين.
في العهد المتوسط من سلالة جوسون، كان الصراع السياسي في أشده بين فصيلين من اليانغبان الأرستقراطيين، فصيل هُنغو وفصيل سارم المدعويين باسم سونبي وينتمون إلى مدرسة كم جونغ جك في الكونفشيوسية الجديدة. تجنب علماء سارم في الأصل البلاطَ الملكيَّ ودرسوا الكونفشيوسية الجديدة في المقاطعات الريفية وخصوصاً بعد انقلاب الملك سيجو في 1455، ولكن علماء سارم بدأوا بالدخول في المعترك السياسي خلال عهد الملك سونغجونغ وسيطروا على مناصب مهمة في المكاتب الثلاثة (삼사) وهي مكتب المفتش العام، ومكتب الرقابة، ومكتب المستشارين الخاص. شارك علماء سارم أيضاً في المكاتب الأخرى كمكتب حفظ السجلات الحكومية والسجلات التاريخية. لتواجد علماء سارم في هذه المناصب التي سمحت بمراقبة قوة الملك والحكومة، فإنهم كانوا يتحدون سلطة فصيل هُنغو والذين سيطروا على المناصب الأساسية في الدولة مثل مجلس المستشارين والوزارات الستة وذلك باتهامهم بالفساد. نتج عن هذا الصراع أربع مذابح تطهير بين سنة 1498 وسنة 1545.

## المذابح

### مذبحة التطهير الأولى
أول الصراعات الكبرى حدثت في عام 1498 عندما أعدم الكثير من العلماء، والسبب في ذلك أن أحد المؤرخين الملكيين ويدعى كم إل سون قام باتهام إي گك تون بسوء التصرف والتحزب السياسي. إي بدأ في التخطيط لانتقامه بمراجعة جميع ما كتبه كم إل سون حتى وجد عبارات عن الملك سيجو، اعتبرها إي كافية للتهم وبدأ بعدها بتجهيز تهمه. في يوليو من عام 1498 اجتمع المتآمرون مع الملك يونسان في اجتماع خاص، انتهى الاجتماع وأمر يونسان بإحضار جميع كتابات كم إل سون إليه. لعشرة أيام كان الملك يراجع السجلات التاريخية وذلك أثناء إحضار كم إل سون من موطنه. بعد إحضار كم بدأت المحاكمة بمراجعة السجلات قطعة قطعة، اعترف خلالها كم بأنه كتب أفعال الملك سيجو الصحيحة والخاطئة، وعندما اتُهم كم بأنه كتب عن الوزراء الستة الشهداء بشكل يجعلهم مستحقين للمدح، لم يزد القول على أنهم كذلك بالفعل. استمرت التحقيقات وبدأ كم يظهر مصادره التي اعتمد عليها عند كتابة السجلات. بعد انتهاء التحقيقات طلب القائم على التحقيق من الملك معاقبة جميع من لهم صلة بهذه القضية وحتى الأموات منهم على أنها تهمة خيانة عظمى، كما طلب أيضاً إحراق جميع كتب كم تشون جك، أحد مصادر كم إل سون في سجلاته وهو ما وافق عليه الملك. أصدر الملك بعد ذلك عقوبة على كم تشون جك الميت، حيث أخرجت عظامه وكسرت. بعد ذلك أمر الملك بإحضار جميع أتباع كم وسجنهم ثم معاقبتهم إما بالإعدام أو الطرد من مناصبهم، وفي نهاية الأمر انقلب الأمر حتى على إي گك تون حيث أبعد من منصبه لأنه لم يبلغ الحكومة مباشرة بما وجده. بعد ذلك تجمع الطلبة في المناطق البعيدة عن العاصمة مدعين أن كم وأتباعه كانوا بريئين فأعدم ثلاثة منهم وعذب البقية.

### مذبحة التطهير الثانية
علم الملك بأمر كان له الأثر الشديد على الحكومة، حيث قدم أحد أصهار الملكين السابقين تقارير للملك حول وفاة والدته. الملك كان عمره آنذاك 4 سنوات ولم يعلم أن والدته في الواقع طردت من منصب الملكة لتخفض رتبتها إلى رتبة العوام ثم لتموت بشرب السم. هذا الأمر أغضب الملك بشدة وأمر بمعاقبة جميع من له صلة قريبة أو بعيدة بوفاة والدته سواء أكان حياً أو ميتاً. قام يونسان في البداية بمعاقبة اثنتين من محظيات والده وأبنائهما وبناتهما وأزواجهم وعائلاتهم، حيث أمر الملك بضربهم حتى الموت، وساهم هو في ذلك بنفسه، ثم قطع جثثهم وتمليحها ورميها بالخارج. أعدم يونسان وعاقب المئات من المسؤولين وأهاليهم وكل من له صلة بوالدته بأشد العقوبات. لم تتوقف هذه المذبحة عند هذا الحد بل قام الملك بمعاقبة كل من انتقده سابقاً. في سبتمبر من عام 1506 قام من تبقى من المسؤولين بجمع قواتهم ثم خلع الملك ومعاقبته ونفيه لخارج العاصمة ثم تعيين أخيه غير الشقيق الأمير يوك كملك باسم الملك جنگجونگ.

### مذبحة التطهير الثالثة
ظهر خلال عهد الملك جنغجونغ مصلح سياسي يعرف باسم جو گوانگ جو. وفي سنة 1518 بحلول منتصف سنة 1519 كان جو قد استطاع وضع الكثير من أتباع فصيله السياسي داخل الحكومة، واستطاعوا إصلاح العديد من الأمور السياسية بشكل سريع. آخر محاولات الإصلاح التي قاموا بها هي طمس السجلات التي تظهر الخدمات التي قام بها المسؤولون الذين عينوا الملك وعزلوا شقيقه. هذا الأمر لم يعجب المسؤولين فقاموا بنشر الشائعات في أنحاء القصر أن الرأي العام أصبح يتجه ناحية جو، ثم أخبروا الملك والذي أصبح بالفعل خائفاً على نفسه بأن هناك مؤامرة عسكرية تحاك ضده. وفي 15 نوفمبر 1519 قدم المسؤولون المعارضون لجو اتهاماتهم للملك، وفي نهاية الأمر أصدر الملك أمره بأن يقتل جو نفسه، وأن يعاقب أتباعه، وبحلول سنة 1521 كانت إصلاحات جو قد ألغيت أو أوقفت.

### مذبحة التطهير الرابعة
بعد وفاة الملك جنگجونگ تولى ابنه إنجونگ - ابن الملكة جانگيونگ - الحكم، لكنه لم يستمر طويلاً حيث توفي بعد عدة أشهر ليتولى أخوه غير الشقيق ميونگجونگ الحكم وتكون والدته الملكة منجونگ وصية عليه. قبل وفاة الملك جنگجونگ انقسم السياسيون إلى فصيلين، تمركز كل منهما حول إخوة إحدى الملكتين. عندما تولى إنجونگ الحكم سيطر خاله ين إم وفصيل ين الكبار - من علماء الكونفشيوسية البعيدين عن العاصمة - على السلطة، ولكن وفاة إنجونگ المفاجئة وتولي أخاه ميونگجونگ جعلت فصيل ين الصغار - ممن نشأ في العاصمة - بقيادة ين وون هيونگ يسيطرون على السلطة. قام فصيل ين الصغار باتهام ين إم وفصيله بمحاولة اغتيال الملك ميونگجونگ، ومات على إثر ذلك العديد من العلماء الكونفشيوسيين.